# Сумки (станция)
Су́мки — железнодорожная станция Южно-Уральской железной дороги, расположенная в 2,5 км от села Сумки Половинского района Курганской области. Рядом со станцией находится одноимённый пристанционный посёлок. Находится на 44 км железнодорожной ветки Курган — Новоишимское.

## Населённые пункты
Станция обслуживает следующие населённые пункты:
- посёлок при станции Сумки — 0 км.
- Сумки — 2,5 км.
- Золотое — 4 км.
- Малодубровное — 7 км.
- Спорное — 13 км.
- Байдары — 14 км.
- Дундино — 16 км.